# There Goes Susie
There Goes Susie é um filme de comédia produzido no Reino Unido, dirigido por Victor Hanbury e John Stafford, e lançado em 1934. É uma adaptação do romance There Goes Susie, de Hans Jacoby e Charlie Roellinghoff.